# Трошење ресурса
Исцрпљивање ресурса је потрошња ресурса бржа него што се може надокнадити. Природни ресурси се обично деле између обновљивих и необновљивих извора (види такође класификацију минералних ресурса). Употреба било ког од ових облика ресурса која је већа од стопе замене сматра се исцрпљивањем ресурса. Вредност ресурса директан је резултат његове доступности у природи и трошкова исцрпљивања ресурса, што више ресурса се троши, то се већа вредност ресурса повећава. Постоји неколико врста исцрпљивања ресурса, од којих је најпознатија: исцрпљивање водоносника, крчење шума, рударство фосилним горивима и минералима, загађење или контаминација ресурса, пољопривредна пракса која коси и сагорева, ерозија тла и превелика потрошња, прекомерна или непотребна употреба ресурса.
Исцрпљивање ресурса се најчешће користи у погледу пољопривреде, риболова, рударства, употребе воде и потрошње фосилних горива. Исцрпљивање популација дивљих животиња назива се дефаунизација (дефаунатион).

## Економски ефекти исцрпљивања
У настојању да надокнаде трошење ресурса, теоретичари су дошли до рачуноводства исцрпљивања (економских ефеката исцрпљивања). Познатији као „ зелено рачуноводство“, рачуноводство исцрпљивања (економски ефекат исцрпљивања) има за циљ да на природан начин обрачуна вредности природе са тржишном економијом. Економски ефекти користе податке који су добијени из земаља за процену потребних прилагођавања због њихове употребе и исцрпљивања доступног природног капитала. Природни капитал су природни ресурси попут минералних лежишта или дрвних залиха. Фактори економских ефеката исцрпљивања у неколико различитих утицаја као што су број година до исцрпљивања ресурса, трошкови вађења ресурса и потражња ресурса. Индустрије за вађење ресурса чине велики део економске активности у земљама у развоју. То заузврат доводи до већег нивоа исцрпљивања ресурса и деградацији у земљама у развоју. Теоретичари тврде да је примена исцрпљивања ресурса и деградација животне средине у земљама у развоју. Економски ефекти такође теже да мере друштвену вредност природних ресурса и екосистема. Мерење друштвене вредности тражи се кроз услуге екосистема, које су дефинисане као добробити природе за домаћинства, заједнице и економије.

### Значај
Много различитих група постоји заинтересованих за економске ефекте исцрпљивања. Заштитници животне средине су заинтересовани за рачуноводство исцрпљивања као начин да се прати употреба природних ресурса током времена, држе владе одговорним или да упореде своје околне услове са условима друге земље. Економисти желе да мере ресурсе трошења како би разумели колико су земље или корпорације које финансијски зависе од необновљивих ресурса, да ли се таква употреба може одржати и финансијски недостаци преласка на обновљиве изворе у светлу исцрпљујућих ресурса.

### Питања
Економски ефекти исцпљивања су сложени за примену, јер природа није толико мерљива као што су аутомобили, куће или хлеб. Да би обрачун исцрпљења радио, морају се успоставити одговарајуће јединице природних ресурса како би природни ресурси били одрживи у тржишној економији. Главна питања која се јављају када се то покуша, јесу одређивање одговарајуће обрачунске јединице, одлучивање о начину "колективне" природе комплетног екосистема, разграничавање граничне линије екосистема и дефинисање обима могућег умножавања када ресурс интерактивно делује у више екосистема. Неки економисти желе да укључе и мерење користи које произилазе из јавних добара које природа пружа, али тренутно не постоје тржишни показатељи вредности. Глобално, економија животне средине није била у стању да пружи консензус мерних јединица природних услуга.

## Исцрпљивање минерала
Минерали су потребни за обезбеђивање хране, одеће и смештаја. Студија америчког Геолошког завода (УСГС) утврдила је значајан дугорочни тренд током XX. века за необновљиве ресурсе, попут минерала, да снабдевају већи део уноса сировина у не-гориво, непрехрамбени сектор економија; пример је већа потрошња дробљеног камена, песка и шљунка који се користи у грађевинарству.
Обимна експлоатација минерала почела је индустријском револуцијом око 1760. у Енглеској и од тада нагло расте. Технолошка побољшања омогућила су људима да дубље копају (истражују) и приступају нижим разредима и различитим врстама руде. Скоро сви основни индустријски метали (бакар, гвожђе, боксит итд.), Као и ретко земни минерали, повремено се суочавају са ограничењима производње  јер снабдевање укључује велика претходна улагања и стога је споро реаговати на брза пораста потражње.
Минерали које ће неки пројектовати (наћи, осликати, осмислити) да смање пад производње у наредних 20 година:
- Бензин (2023) [13]
- Бакар (2024).[14] Подаци из америчког Геолошког завода (УСГС) показују да је мало вероватно да ће производња бакра достићи врхунац пре 2040. године.[11]
- Цинк.[15] Развој хидрометалургије претворио је не-сулфидне наслаге цинка (углавном до сада игнорисане) у велике резерве ниских трошкова.[16][17]

Минерали које ће неки пројектовати (наћи, осликати, осмислити) да смање пад производње током овог века:
- Алуминијум (2057) [14]
- Угаљ (2060)
- Гвожђе (2068)

Такве се пројекције могу променити, јер се раде нова открића  и обично се погрешно тумаче доступни подаци о минералним ресурсима и минералним резервама.

## Нафта
Нафта је течна до получврста природна материја, налази се у земљиној кори, састављена је претежно од смеше бројних угљоводоника, а увек садржи сумпор, азотна и кисеоникова органска једињења, те у врло малим уделима тешке метале.
Максимално исцрпљивање нафте jе период када се достиже максимална стопа глобалног вађења нафте, након које ће стопа производње доживети дугорочни пад. У извештају Хирсцх (Хирц)(Hirsch) из 2005. закључено је да ће смањена понуда у комбинацији са све већом потражњом значајно повећати светске цене нафтних деривата у свету, а да ће најважније бити доступност и цена течног горива за транспорт.
Из Хиршевог извештаја, који финансира Министарство енергетике Сједињених Држава, закључено је да „врхунац светске производње нафте представља САД и свет невиђен проблем управљања ризиком. Како се врхунац ближи, цене течних горива и нестабилност цена драстично ће порасти, а без правовременог ублажавања социјални, економски и политички трошкови биће без преседана. Издрживе могућности ублажавања постоје и на страни понуде и потражње, али да би имале значајан утицај, оне морају бити покренуте више од деценије пре врхунца.”

## Крчење шума
Крчење шума је заправо чишћење шума сечањем или паљење дрвећа и биљака у шумовитим пределима. Као резултат крчења шума, тренутно је уништена око половина шума које су некада покривале Земљу. Јавља се из више различитих разлога и има неколико негативних импликација на атмосферу и квалитет земљишта у шуми и околини.

### Узроци
Један од главних узрока крчења шума, је крчење шума због пољопривредних разлога. Како се популација подручја у развоју повећава, посебно у близини прашума, потреба за земљиштем за пољопривреду постаје све важнија и важнија. За већину људи шума нема никакву вредност када се њени ресурси не користе, тако да подстицаји за крчење ових подручја надмашују подстицаје за очување шума. Из тог разлога, економска вредност шума веома је важна за земље у развоју.

### Утицај на животну средину
Пошто је крчење шума толико обимно, да је извршило неколико значајних утицаја на животну средину, укључујући:
- Угљен диоксид у атмосфери
- Промена тока воде
- Повећање ерозије тла
- Смањење биодиверзитета

Крчење шума често се наводи као допринос глобалном загревању. Пошто дрвеће и биљке уклањају угљен диоксид и емитују кисеоник у атмосферу, смањењу шума доприноси око 12% антропогене емисије угљен диоксида. Једно од најважнијих питања које ствара крчење шума је ерозија тла. Уклањање дрвећа узрокује веће стопе ерозије, повећавајући ризик од клизишта, што је директна претња многим људима који живе у близини пошумљених подручја. Како шуме уништавају, тако и станиште милиона животиња. Процењује се да 80% свјетске познате биолошке разноликости живи у прашумама, а уништавање тих прашума убрзава изумирање алармантном брзином.

### Контрола крчења шума
Уједињене нације и Светска банка су креирале програме попут смањења емисија од крчења шума и деградације шума (РЕДД), који посебно сарађује са земљама у развоју да користе субвенције или друге подстицаје да охрабре грађане да шуме користе на одрживији начин. Поред осигуравања да се емисије усљед крчења шума сведу на минимум, напор за успех ових програма је и напор да се људи науче о одрживости и помогну им да се фокусирају на дугорочне ризике. Њујоршка декларација о шумама и повезане акције подстичу пошумљавање, што се у многим земљама охрабрује у покушају да се поправи штета коју је направила крчење шума.

## Мочваре
Мочваре су екосистеми које ће често засићено довољно површином или подземних одржати вегетацију која се обично прилагођен на засићене условима земљишта, као што Цаттаилс, булрусхес, црвеним јавора, дивљи пиринач, купине, бруснице, и тресета. Поштоо су неке врсте мочварних подручја богате минералима и хранљивим материјама и пружају многе предности у копненом и воденом окружењу, она садрже јасну основу за прехрамбени ланац. Станишта мочварних подручја доприносе здрављу животне средине и биодиверзитету. Мочваре су необновљив ресурс у људском распону и у неким срединама их се никада не може обновити. Недавна истраживања показују да би глобални губитак мочварних подручја могао износити чак 87% од 1700. године, а 64% губитака мочварних подручја настало је од 1900. године. Извесни губици мочвара услед природних узрока попут ерозије, седиментације, утапања и повећања нивоа мора.
Мочваре пружају услуге заштите животне средине за:
1. Храну и станиште
2. Побољшање квалитета воде
3. Комерцијални риболов
4. Смањење поплавне воде
5. Стабилизација обале
6. Рекреација

### Ресурси у мочварним подручјима
Неке од најуспешнијих светских пољопривредних области су мочваре које су исушене претворене у пољопривредна земљишта за пољопривреду великих размера. Обимно исушивање мочварних подручја такође се догађа за развој имања и урбанизацију. Супротно томе, у неким случајевима су и мочварна подручја преплављена како би се претворила у рекреативна језера или производњу хидроелектрана. У неким земљама ранчери су такође преселили своја имања на мочварна подручја ради испаше због вегетације богате храњивим материјама. Мочваре у Јужној Америци такође доказују плодоносан извор за ловокрадице, јер животиње са драгоценим кожама као јагуари, гривасти вуковеи, кајмани (алигатор, гмизавац) и змије привлаче у мочварна подручја. Учинак уклањања великих предатора још увек није познат у мочварним подручјима Јужне Африке.
Људи имају користи и од мочварних подручја на индиректне начине. Мочваре делују као природни филтери воде, а када отицање из природних или вештачких процеса пролази, мочваре могу имати неутрализујући ефекат. Ако је мочварно подручје између пољопривредне зоне и слатководног екосистема, отпад ђубрива ће апсорбирати мочварно земљиште и користити се за подстицање спорих процеса који се дешавају, до тренутка када вода достигне слатководни екосастав неће бити довољно ђубрива да изазивају разорно цветање алги које трују екосаставе слатке воде.

### Неприродни узроци деградације мочварних подручја
- Хидролошка промена [32]
- дренажа
- откопавање
- канализација протока
- удубљење
- насип
- таложење сировина
- преусмеравање струје
- одводњавање подземних вода
- затварање
- Урбанизација и урбани развој
- Марине / чамци
- Индустријализација и индустријски развој
- Пољопривреда
- Шумарство / Жетва дрвета
- Рударство
- Атмосферско таложење

Да би се очували експлоатисани (откопавани) ресурси из мочварних подручја, тренутне стратегије су рангирање мочварних подручја и приоритет очувања мочварних подручја уз помоћ више услуга заштите животне средине, стварање ефикаснијег наводњавања мочварних подручја која се користе за пољопривреду и ограничавање приступа мочварним подручјима од стране туриста.

## Подземне воде
Вода је важан ресурс потребан за преживљавање свакодневног живота. Историјски гледано, вода је имала снажан утицај на проспаритет и успех нације широм света. Подземна вода је вода која је у засићеним зонама под земљом, горња површина засићене зоне назива се воденим столом. Подземна вода се задржава у порама и ломовима подземних материјала попут песка, шљунка и других стена, а ови камени материјали се називају водоносиоци. Подземне воде могу природно тећи из камених материјала или се могу издубити. Подземне воде снабдевају бунаре и водоноснике за приватну, пољопривредну и јавну употребу и свакодневно их користи више од трећине светског становништва за своју питку воду. Глобално је на располагању 22,6 милиона кубних километара подземне воде и само их је 35 милиона обновљиво.

### Подземне воде као необновљиви извор
Подземне воде сматрају се необновљивим ресурсом, јер се мање од шест процената воде у свету пуни и обнавља људским временским оквиром од 50 година. Људи већ користе необновљиве воде старе хиљадама година, у подручјима као што је Египат користе воду која је можда обновљена пре милион година, а која се не може обновити у људским временским размацима. Од подземних вода које се користе за пољопривреду 16 до 33% је необновљиво. Процењује се да се од 1960-их вађење подземних вода више него удвостручило, што повећава исцрпљивање подземних вода. Због повећања исцрпљености, у неким од најсиромашнијих подручја употреба подземне воде за наводњавање постала је немогућа или им трошкови забрањују.

### Утицаји на животну средину
Прекомерна употреба подземних вода, старе или младе може спустити ниво подземне воде и пресушити потоке, што би могло имати огроман утицај на екосистеме на површини. Када се слатка подземна вода најлакше надокнади, то оставља остатак слабијег квалитета воде. Ово је делом последица индукованог цурења са копнене површине, ограничених слојева или суседних водоносника који садрже физиолошки раствор или контаминирану воду. Широм света опсег подземне воде из складишта може бити толико велик да може мерљиво допринети порасту нивоа мора.

### Ублажавање
Тренутно, друштва реагују на исцрпљивање водених ресурса померањем циљева управљања са локације и развијањем нових снабдевања на повећање очувања и прерасподеле постојећих залиха. Постоје две различите перспективе за исцрпљивање подземних вода, прва је да се исцрпљивање сматра буквално и једноставно као смањење количине воде у засићеној зони, без обзира на квалитет воде. Друга перспектива види исцрпљивање као смањење употребљиве количине свеже подземне воде у складишту.
Повећавање залиха може значити побољшање квалитета воде или повећање количине воде. Исцрпљивање због квалитета може се превазићи лечењем, док се велико опсежно метричко смањивање може ублажити само смањењем пражњења или повећањем пуњења. Вештачко пуњење олујног тока и пречишћена комунална отпадна вода успешно је преокренуло пад подземних вода. У будућности ће се побољшана технологија инфилтрације и поновног пуњења широко користити како би се максимизирало прикупљање отпадних вода и отпадних вода.

## Обновљиве сировине
Обновљива енергија се може прикупљати из обновљивих извора. Два главна извора обновљиве енергије јесу соларна енергија и енергија ветра. Влада и научници истражују и траже алтернативе како заменити исцрпљујуће необновљиве ресурсе. Јапан и САД су водећи у одељењу за продају и производњу комуналних уређаја на соларни погон.